# 香川県道262号伊吹循環線
香川県道262号伊吹循環線（かがわけんどう262ごう いぶきじゅんかんせん）は、香川県観音寺市を通る一般県道である。

## 概要
伊吹島を循環する。

### 路線データ
- 起点：香川県観音寺市伊吹町（伊吹島真浦港付近）
- 終点：香川県観音寺市伊吹町（伊吹島真浦港付近）
- 総延長：4.834 km

## 地理

### 通過する自治体
- 観音寺市

### 沿線
- 伊吹島真浦港
- 観音寺市立伊吹小中学校